# Saro Balsamo
Rosario Balsamo, detto Saro (Catania, 15 gennaio 1930 – Milano, 6 febbraio 2005), è stato un editore italiano.
È stato il primo editore italiano di riviste erotiche e pornografiche.

## Biografia
Nel 1965 fondò con la sua società Confeditorial editrice la rivista musicale Big, che nel 1968 diventò Ciao Big e che con Ciao amici e Giovani è stata una delle riviste che ha contribuito in maniera determinante allo sviluppo del beat in Italia.
Nel 1970 ideò e lanciò la rivista Le Ore, dopo che nel 1969 la sua ex moglie Adelina Tattilo gli sottrasse con un putsch legale Men, la rivista che Balsamo aveva fondato nel 1966.
Morì improvvisamente nel 2005.